# Mindre grönduva
Mindre grönduva (Treron olax) är en fågel i familjen duvor inom ordningen duvfåglar.

## Utseende och läte
Mindre grönduva är som namnet avslöjar en liten grönduva, med kroppslängden 21–22 cm minst av alla. Hanen är distinkt teckad, med blågrått på huvud och hals, orangefärgat bröst, skärbrun rygg och grön buk. Honan är mer färglös, en har en unik kombination av liten storlek, grå hjässa och kontrasterande gulgrönt bröst. Sången består av en serie märkligt sträva stigande visslingar.

## Utbredning och systematik
Fågeln förekommer i låglänta områden i södra Thailand, på Malackahalvön och på Stora Sundaöarna. Den behandlas som monotypisk, det vill säga att den inte delas in i några underarter.

## Levnadssätt
Mindre grönduva hittas i skogsområden, parker, trädgårdar och ungskog upp till 1 400 meters höjd. Liksom andra duvor samlas den ofta vid fruktbärande träd. Par ses ofta födosöka och sitta tillsammans, ofta på exponerade bara grenar. Häckning har noterats i februari på södra Borneo samt i april och juni på Sumatra. Liksom andra grönduvor bygger den ett slarvigt löst bo av levande kvistar. Däri läggs vanligen två vita ägg.

## Status och hot
Arten har ett stort utbredningsområde och en stor population, men tros minska i antal till följd av habitatförlust, dock inte tillräckligt kraftigt för att den ska betraktas som hotad. Internationella naturvårdsunionen IUCN listar därför arten som livskraftig (LC).